# Ievgueni Prigojin
Ievgueni Prigojin (rus: Евге́ний Ви́кторович Приго́жин)  (Sant Petersburg, 1 de juny de 1961 - Kujénkino, o. 23 d'agost de 2023) va ser un oligarca rus, que comptava amb estrets vincles amb el president Vladímir Putin. Se l'havia malanomenat «el xef de Putin» per raó dels restaurants i empreses de servei d'àpats que dirigia i als quals Putin havia assistit amb dignataris estrangers.

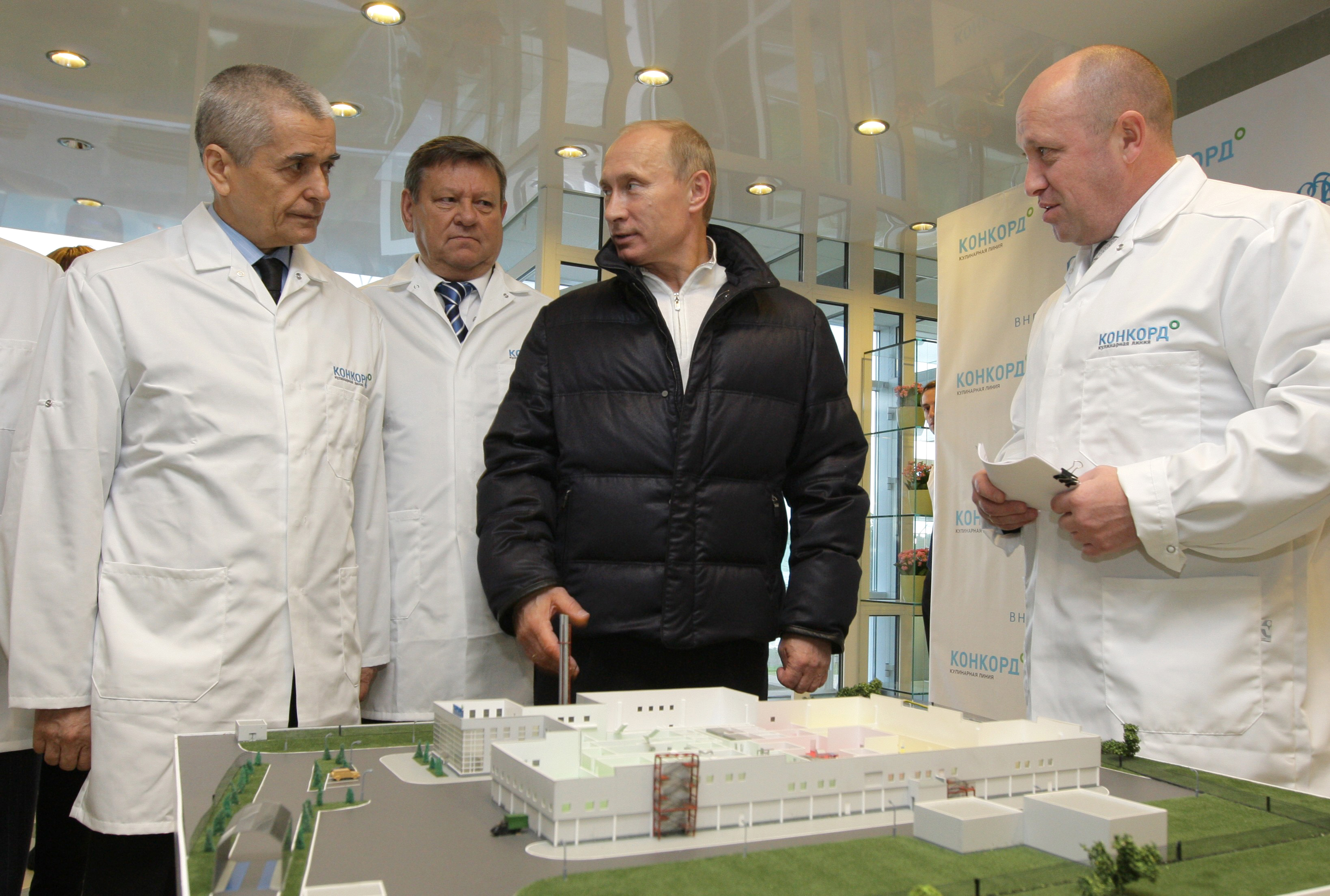
Putin visitant una fàbrica d'alimentació de Prigojin (a la dreta de la imatge)

Prigojin controlava una xarxa d'empreses, incloses tres acusades d'ingerència en les eleccions presidencials dels Estats Units de 2016 i altres esdeveniments polítics fora de Rússia (essent una d'elles l'Agència de Recerca d'Internet). També fou acusat d'intentar influir en les eleccions legislatives dels Estats Units de 2018. Les seves empreses i associats s'han vist afectades per les sancions econòmiques i càrrecs penals als Estats Units.
Segons una recerca de Bellingcat i Der Spiegel, les operacions de Prigojin «estaven estretament integrades amb el Ministeri de Defensa de Rússia i el seu servei d'intel·ligència militar, el GRU».

## Grup Wagner
Prigojin estava vinculat a un grup de mercenaris conegut com el Grup Wagner, que ha estat involucrat en diverses accions com a empresa militar privada. En un comentari publicat al setembre del 2022 en la xarxa social russa VK, va admetre que va crear el Grup Wagner durant la Guerra al Donbàs l'any 2014.
L'estiu del 2022, mitjans independents russos com Verstka i Mediazona van informar de la seva presència en diferents presons russes, en les quals volia reclutar mercenaris per a participar en la invasió russa d'Ucraïna.
El 23 de juny del 2023, Prigojin va acusar el ministeri de defensa rus d'haver bombardejat una de les seves bases i de matar 2.000 dels seus mercenaris en l'atac i va denunciar que «l'operació militar especial« d'Ucraïna estava «basada en mentides». En represàlia, les forces del grup Wagner van amotinar-se a Rostov del Don i van enviar una columna militar a Moscou. Al capvespre, quan els paramilitars eren a uns 200 quilòmetres de Moscou, Prigojin va pactar l'aturada dels seus mercenaris a canvi d'evitar cap represàlia en contra seua. Prigojin també es va haver d'exiliar a Belarús. Tanmateix, el 6 de juliol, el president belarús Aleksandr Lukaixenko va afirmar que Prigojin es trobava a Sant Petersburg.
Segons el Kremlin, 5 dies després, Prigojin va jurar lleialtat a Vladímir Putin. El 22 d'agost es va fer públic un vídeo en què per primer cop apareixia Prigojin des del motí del 23 de juny, suposadament des d'algun lloc d'Àfrica, des d'on va afirmar que el Grup Wagner seguiria treballant en favor de Rússia.

## Mort
El 23 d'agost es va estavellar un jet privat Embraer Legacy 600 propietat de Prigojin a l'óblast de Tver, en un vol entre Moscou i Sant Petersburg. Segons l'empresa en el registre de l'avió hi constava el nom de Ievgueni Prigojin, que estava previst que fos un dels 10 ocupants (7 passatgers i 3 de la tripulació). L'agència federal d'aviació de Rússia va confirmar la mort de Prigojin, així com la del seu estret col·laborador Dmitri Utkin. També un canal de Telegram vinculat al Grup Wagner, Grey Zone, el va donar per mort en l'accident. L'accident va ser en la vigília del Dia de la Independència d'Ucraïna.

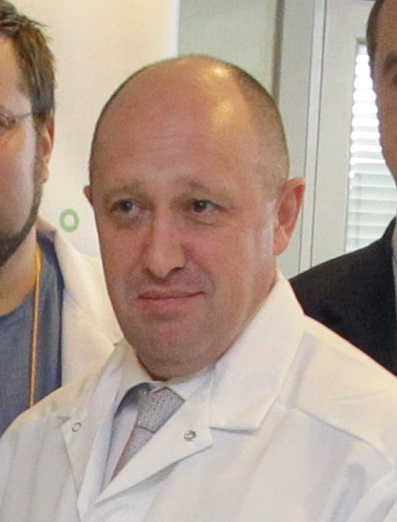
Ievgueni Prigojin

Prèviament havia visitat Sud-àfrica per transmetre confiança als seus clients, just després d'emetre un vídeo des del Sahel on feia esment del paper de la seva organització al continent amb els més de 5.000 mercenaris desplegats. Mentrestant, membres del Ministeri de Defensa rus havien visitat Líbia per informar que les activitats del Grup Wagner serien absorbides per l'estat.
Els serveis d'intel·ligència estatunidencs van afirmar que no hi havia cap indici que l'accident fos provocat per un míssil terra-aire.
L'enterrament de Prigojin va tenir lloc el 29 d'agost de forma discreta en un cementiri de Sant Petersburg.

## Premis i guardons
Prigojin va rebre diversos premis russos, particularment el títol d'Heroi de la Federació Russa el 2022. També va rebre l'Orde de la República del Sudan el 2018 i l'Orde dels Dos Nils el 2020.

## Memorials
L'abril de 2024 es va inaugurar un monument que representa a Prigojin i el cofundador del Wagner, Dmitri Utkin, a l'exterior de la capella del Grup Wagner a Goriatxi Kliutx, al Krai de Krasnodar, que també conté el cementiri més gran de mercenaris del Wagner. El govern municipal va dir que el monument estava construït en propietat privada i no necessitava autorització per part seva.
El desembre de 2024 es va descobrir una estàtua de Prigojin i Utkin a la República Centreafricana. L'estàtua mostrava a Prigojin amb una armilla antibales i sostenint un walkie-talkie al costat d'Utkin que sostenia un rifle AK-47.